# 일본의 상용한자 목록
일본의 상용한자의 목록이다.
그 수가 많아서 몇 개의 페이지로 분할한다.

## 같이 보기
- 오도리지(踊り字)